# Авен-Езер
Авен-Езер (на иврит: אֶבֶן הָעֵזֶר, „камък на помощта“) е местност в Палестина, спомената в библейската Първа книга Царства като мястото на две битки между израилтяни и филистимци в XI век пр. Хр.
При първата битка филистимците нанасят тежко поражение на израилтяните и успяват да пленят самия Кивот.[1Цар. 4:1 – 11] Втората битка е успешна за израилтяните, като след нея пророкът Самуил поставя на мястото ѝ каменен паметник, откъдето идва и името на местността.[1Цар. 7:2 – 14] Сред съвременните археолози преобладава мнението, че Авен-Езер е разположен непосредствено до днешното селище Кафр Касим, но има и други хипотези.